# 山梨県道4号市川三郷富士川線
山梨県道4号市川三郷富士川線（やまなしけんどう4ごう いちかわみさとふじかわせん）は、山梨県西八代郡市川三郷町から同県南巨摩郡富士川町に至る主要地方道に指定された県道である。

## 概要
かつては町の中心部を通っていたが、富士川に沿ったバイパスもあり、両道路とも県道の道路区域としていたが、2015年（平成27年）に旧道が県道の道路区域から除外された。

### 路線データ
- 起点：山梨県西八代郡市川三郷町高田（大正交差点、国道140号交点）
- 終点：山梨県南巨摩郡富士川町（富士橋西交差点、山梨県道42号韮崎南アルプス富士川線交点）
- 延長：6,656m

## 歴史
かつては「市川大門鰍沢線」であったが、2005年（平成17年）10月1日に山梨県西八代郡市川大門町が合併により市川三郷町となったことに伴い市川三郷鰍沢線に、また2010年（平成22年）3月8日に南巨摩郡鰍沢町が合併により富士川町になったことに伴い市川三郷富士川線にと、路線名が2度変更されている。

### 年表
- 2005年（平成17年）10月1日 - 路線名を市川三郷鰍沢線へ変更。
- 2010年（平成22年）3月8日 - 路線名を市川三郷富士川線へ変更[1]（山梨県告示第70号）。
- 2015年（平成27年）4月1日 - 市川三郷町市川大門 - 富士川町駅前通一丁目にかけての旧道が県道の道路区域から除外される[2]。

## 地理

### 通過する自治体
- 山梨県
  - 西八代郡市川三郷町 - 南巨摩郡富士川町

### 交差する道路
- 国道140号（西八代郡市川三郷町高田・大正交差点、起点）
- 山梨県道9号市川三郷身延線（西八代郡市川三郷町黒沢）
- 山梨県道9号市川三郷身延線 黒沢バイパス（南巨摩郡富士川町駅前通）
- 国道52号甲西道路（南巨摩郡富士川町鰍沢・富士橋西詰交差点）
- 山梨県道42号韮崎南アルプス富士川線（南巨摩郡富士川町鰍沢・富士橋西交差点、終点）

### 沿線
- 市川大門駅
- 市川三郷町立病院
- 峡南消防本部
- 市川三郷町立市川南保育所
- 鰍沢口駅